# Cleanup Time
Cleanup Time är en låt skriven och framförd av John Lennon från hans och Yoko Onos album Double Fantasy från 1980. Låten skrevs i juni 1980 under Lennons semester i Bermuda. Den handlar framför allt om Lennons överdrifter med alkohol och narkotika under första halvan av 1970-talet var ett minne blott. Även Yoko Onos lyckade ekonomiska affärer i slutet på 1970-talet framförs i texten.